# Acide dicaféylquinique
L'acide dicaféylquinique ou cynarine est un composé biochimique (polyphénol) notamment produit par l'artichaut dont on peut l'extraire. C'est un principe amer contenu dans les feuilles, découvert en Italie au début du XXe siècle.
L'acide dicaféylquinique est un antioxydant biosynthétisé par certains végétaux, dérivé de l'acide chlorogénique. 
Il est réputé contribuer aux propriétés curatives de l'artichaut sur le foie et la vésicule biliaire.
Cet acide inhibe les papilles gustatives, la perception de l'amertume augmente  et celle du sucré diminue. Après un certain temps et un certain nombre de mets ingérés,  l'acide ne protège plus la langue du sucré et tout aliment est perçu plus sucré,
Ainsi même de l'eau de robinet ou en bouteille peut paraître sucrée après avoir goûté à de l’artichaut.

## Structure
L'acide dicaféylquinique est un diester. Il est composé d'une molécule d'acide quinique dont deux des quatre fonctions alcools ont été estérifiées par deux molécules d'acide caféique (dans son précurseur, l'acide chlorogénique, seule une fonction alcool a été estérifiée).

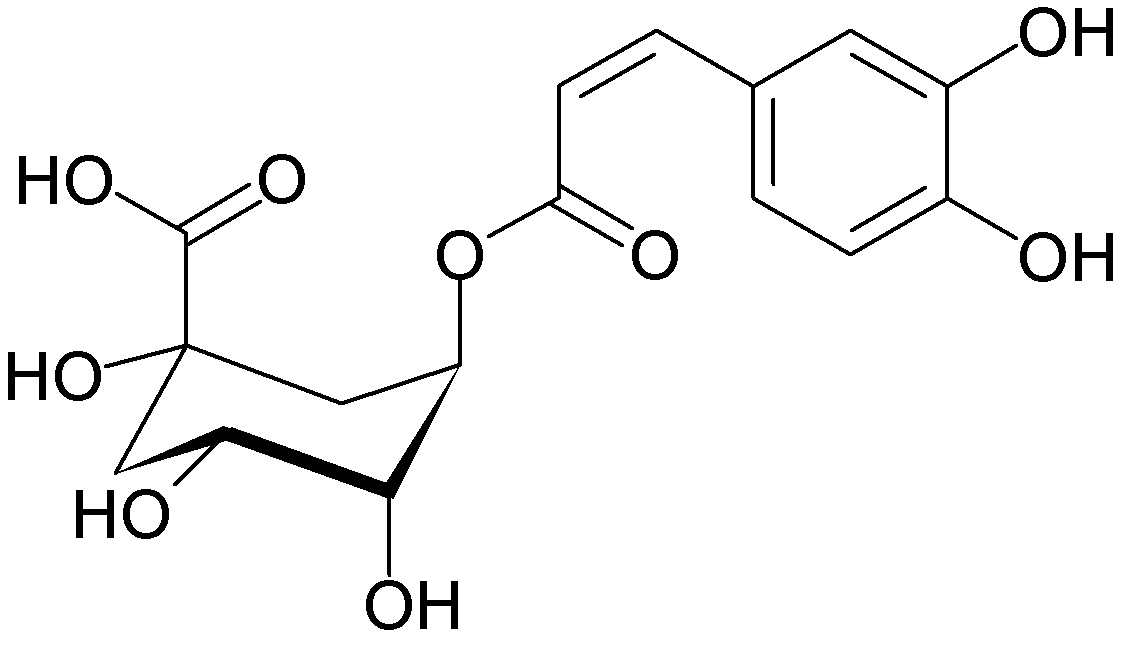
L'acide chlorogénique, précurseur de la cynarine (ou acide dicaféylquinique)